# Metapone hewitti
Metapone hewitti é uma espécie de formiga do gênero Metapone, pertencente à subfamília Myrmicinae.